# Café Elysium

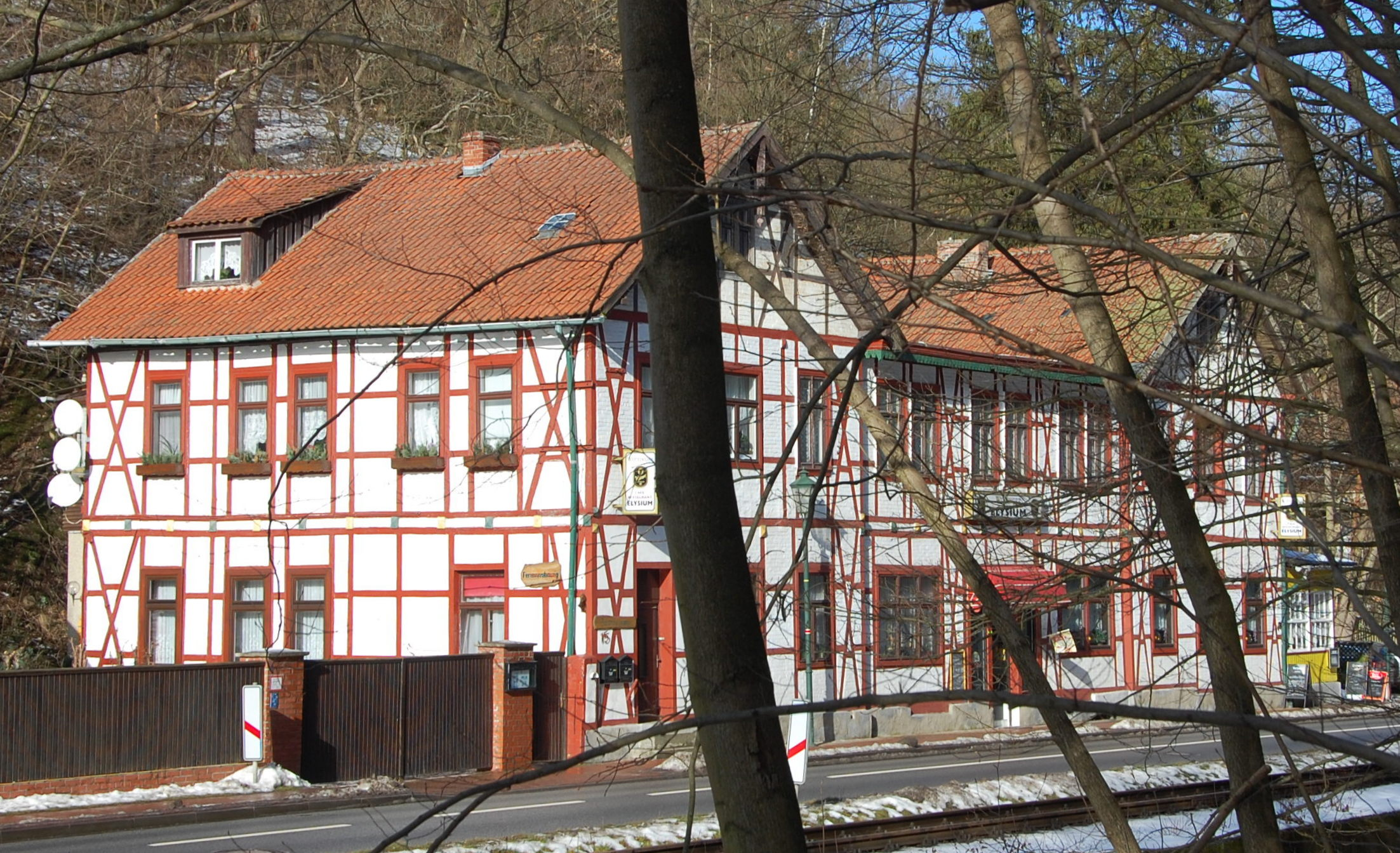
Café Elysium

Das Café Elysium ist ein denkmalgeschütztes Gebäude im zur Stadt Harzgerode in Sachsen-Anhalt gehörenden Ortsteil Alexisbad im Harz.

## Lage
Es befindet sich im Selketal im nördlichen Teil von Alexisbad an der Adresse Kreisstraße 15. Im örtlichen Denkmalverzeichnis ist es als Café eingetragen. Etwas weiter östlich des Gebäudes, auf der anderen Seite der Anlagen der Selketalbahn, fließt die Selke.

## Architektur und Geschichte
Das zweigeschossige Fachwerkhaus wurde Ende des 19. Jahrhunderts im Zuge der Zunahme des Kurbetriebs als Ausflugslokal errichtet. Die Gestaltung des Fachwerks orientiert sich an der regionalen Tradition im Fachwerkbau. Das langgestreckte Gebäude besteht aus zwei giebelständigen Gebäudeteilen, die durch einen traufständigen Bau verbunden werden.